# Porte-plume (écriture)
Pour les articles homonymes, voir Porte-plume.

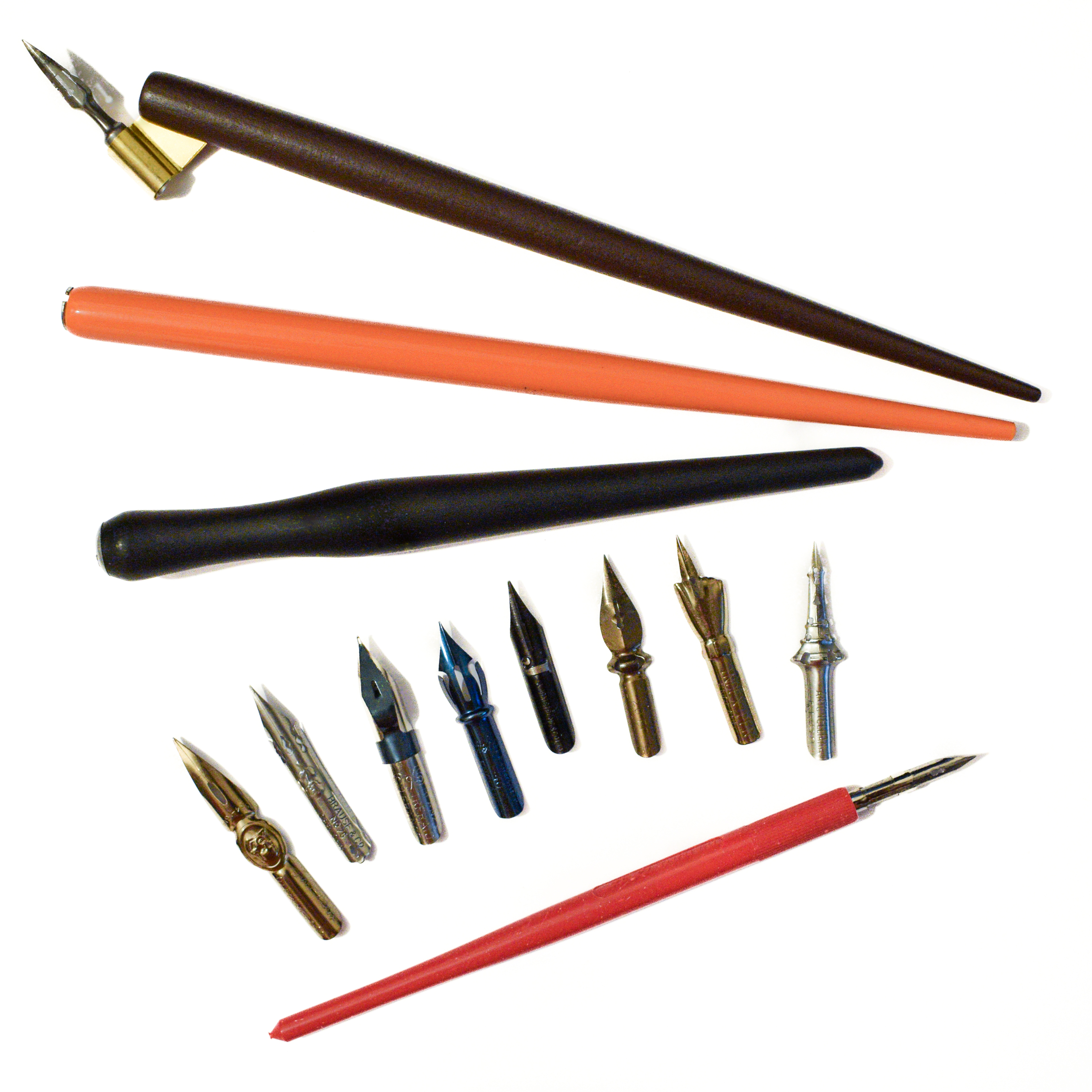
Quatre porte-plumes (deux avec une plume inserée) et huit plumes différentes en acier.

Le porte-plume est un petit manche de bois, de métal, d'ivoire, de matières plastiques, ou de tout autre matériau, à l'extrémité de laquelle est insérée une plume, en général métallique, que l'on trempe dans l'encre pour écrire ou pour dessiner. La plume tient en place soit en force par la relative élasticité du métal, soit par un petit levier incorporé au porte-plume qui permet de la bloquer ou de la débloquer facilement.
Le porte-plume associé à la plume métallique a succédé à la plume d'oie utilisée traditionnellement en Occident pour l'écriture manuscrite. Il a été supplanté dans les années 1960 par le stylo-plume (à réservoir ou à cartouche), le stylo-bille, les feutres, etc. Le porte-plume associé à divers types de plumes métalliques reste irremplaçable dans l'exercice de la calligraphie classique. 
Par leur variété de formes, de matières et de décoration, les porte-plumes anciens sont souvent aujourd'hui des objets de collection.